# Мерино
Мерино овца је пасмина оваца које дају посебно квалитетну вуну. Настала је у Шпанији која је јако дуго држала монопол на производњу и продају најфиније вуне. На смртну казну је био осуђен свако ко би се усудио да покуша извести ван граница земље приплодни материјал наведене пасмине. Тек после 1600. као поклон извози се у Енглеску, а после тога и Шведску. Међутим то ширење је било безуспјешно због неповољне климе ових земаља. Око 1659 Мерино стиже и у Француску која је била прва земља која је успјешно сачувала и размножила Мерино овце. После тога се шири цијелом Европом, а захваљујући колонијалним освајањима и цијелим свијетом. Због повољне климе данас су посебно заступљене у Аустралији и Новом Зеланду, а уједно су и најраспрострањенија пасмина оваца на свијету. Током времена вршена је „меринизација“ (тј. укрштање са мерино овновима), других пасмина оваца, да би им се побољшао квалитет вуне. Првобитна мерино овца је давала од 0,7 до 1,5 кг. вуне, да би данашње пасмине (мерино рамбује, амерички мерино, аустралијски мерино итд.) давале од 3 до 5 кг. вуне, а у појединачним случајевима и више.